# Lady Byng Memorial Trophy
Lady Byng Memorial Trophy – nagroda indywidualna przyznawana każdego sezonu najbardziej uczciwemu zawodnikowi NHL. Służy jako ligowe wyróżnienie fair play, honorujące hokeistów "przejawiających najbardziej dżentelmeńskie zachowanie, w połączeniu z wysokim standardem gry". Wyboru dokonują członkowie Stowarzyszenia Zawodowych Dziennikarzy Hokejowych w drodze głosowania, wskazując po pięciu kandydatów i przyznając punkty w formule 10–7–5–3–1. Dotychczas trofeum przyznano 99 razy i trafiło ono do 61 zawodników. Najczęściej, bo aż siedmiokrotnie, nagradzany był Frank Boucher z New York Rangers.
Nagroda została nazwana od Marie Evelyn Moreton, znanej również jako Lady Byng, która była żoną bohatera wojennego i gubernatora generalnego Kanady w latach 1921-1926. Oboje byli wiernymi fanami Ottawa Senators, jak również samej dyscypliny oraz kultury hokejowej w Kanadzie. Na koniec sezonu 1924/1925 lady Moreton ufundowała właśnie to trofeum.

## Lista nagrodzonych

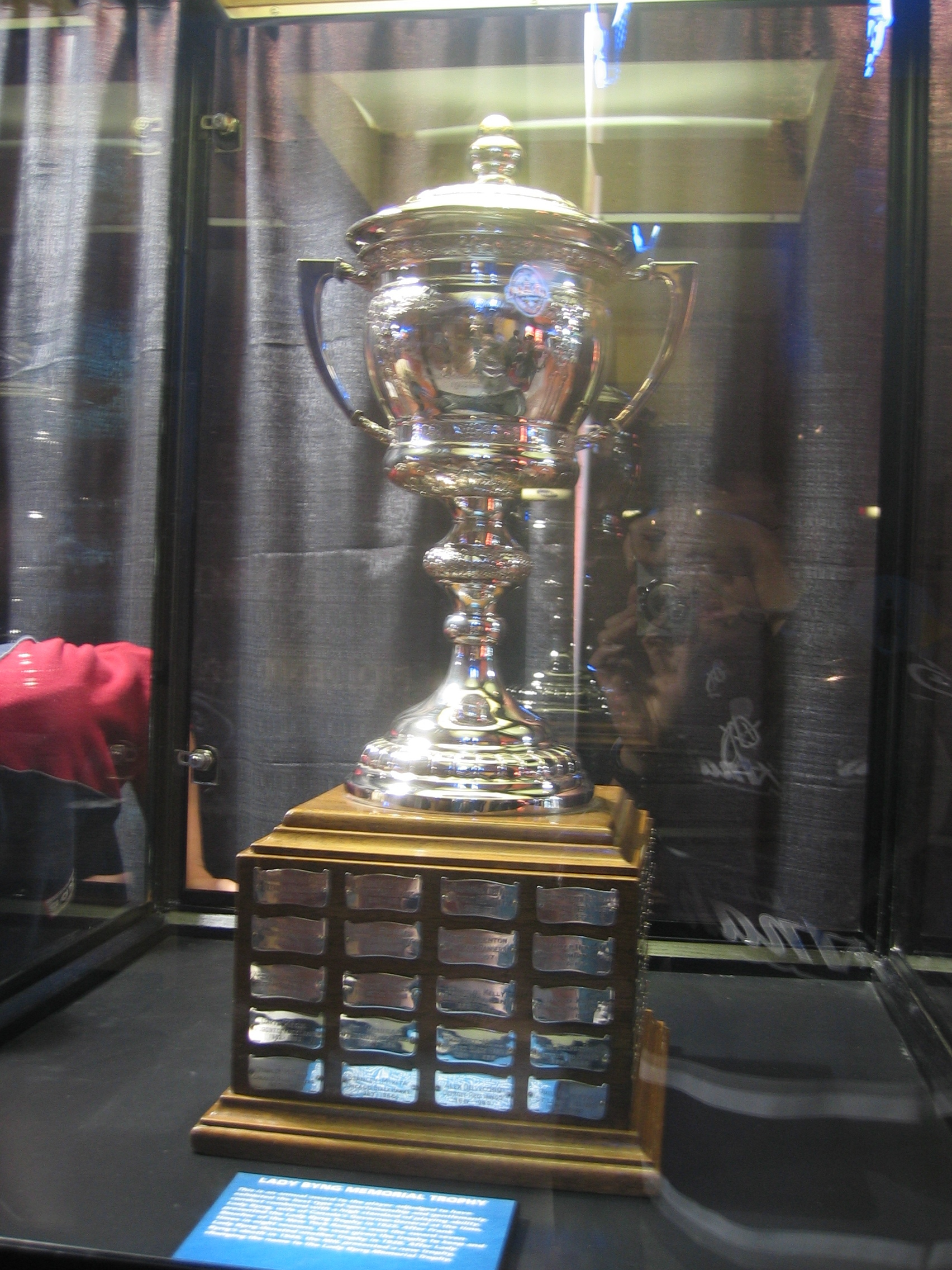
Trofeum Lady Byng Memorial Trophy

| 2023-2024 | Jaccob Slavin                           | Carolina Hurricanes                     |
| 2022-2023 | Anže Kopitar                            | Los Angeles Kings                       |
| 2021-2022 | Kyle Connor                             | Winnipeg Jets                           |
| 2020-2021 | Jaccob Slavin                           | Carolina Hurricanes                     |
| 2019-2020 | Nathan MacKinnon                        | Colorado Avalanche                      |
| 2018-2019 | Aleksander Barkov                       | Florida Panthers                        |
| 2017-2018 | William Karlsson                        | Vegas Golden Knights                    |
| 2016-2017 | Johnny Gaudreau                         | Calgary Flames                          |
| 2015-2016 | Anže Kopitar                            | Los Angeles Kings                       |
| 2014-2015 | Jiří Hudler                             | Calgary Flames                          |
| 2013-2014 | Ryan O’Reilly                           | Colorado Avalanche                      |
| 2012-2013 | Martin St. Louis                        | Tampa Bay Lightning                     |
| 2011-2012 | Brian Campbell                          | Florida Panthers                        |
| 2010-2011 | Martin St. Louis                        | Tampa Bay Lightning                     |
| 2009-2010 | Martin St. Louis                        | Tampa Bay Lightning                     |
| 2008-2009 | Pawieł Daciuk                           | Detroit Red Wings                       |
| 2007-2008 | Pawieł Daciuk                           | Detroit Red Wings                       |
| 2006-2007 | Pawieł Daciuk                           | Detroit Red Wings                       |
| 2005–2006 | Pawieł Daciuk                           | Detroit Red Wings                       |
| 2004-2005 | Nie przyznano trofeum z powodu lockoutu | Nie przyznano trofeum z powodu lockoutu |
| 2003-2004 | Brad Richards                           | Tampa Bay Lightning                     |
| 2002-2003 | Aleksandr Mogilny                       | Toronto Maple Leafs                     |
| 2001-2002 | Ron Francis                             | Carolina Hurricanes                     |
| 2000-2001 | Joe Sakic                               | Colorado Avalanche                      |
| 1999–2000 | Pavol Demitra                           | St. Louis Blues                         |
| 1998-1999 | Wayne Gretzky                           | New York Rangers                        |
| 1997–1998 | Ron Francis                             | Pittsburgh Penguins                     |
| 1996–1997 | Paul Kariya                             | Anaheim Mighty Ducks                    |
| 1995–1996 | Paul Kariya                             | Anaheim Mighty Ducks                    |
| 1994–1995 | Ron Francis                             | Pittsburgh Penguins                     |
| 1993–1994 | Wayne Gretzky                           | Los Angeles Kings                       |
| 1992–1993 | Pierre Turgeon                          | New York Islanders                      |
| 1991–1992 | Wayne Gretzky                           | Los Angeles Kings                       |
| 1990–1991 | Wayne Gretzky                           | Los Angeles Kings                       |
| 1989–1990 | Brett Hull                              | St. Louis Blues                         |
| 1988–1989 | Joe Mullen                              | Calgary Flames                          |
| 1987–1988 | Mats Näslund                            | Montreal Canadiens                      |
| 1986–1987 | Joe Mullen                              | Calgary Flames                          |
| 1985–1986 | Mike Bossy                              | New York Islanders                      |
| 1984–1985 | Jari Kurri                              | Edmonton Oilers                         |
| 1983–1984 | Mike Bossy                              | New York Islanders                      |
| 1982–1983 | Mike Bossy                              | New York Islanders                      |
| 1981–1982 | Rick Middleton                          | Boston Bruins                           |
| 1980–1981 | Rick Kehoe                              | Pittsburgh Penguins                     |
| 1979–1980 | Wayne Gretzky                           | Edmonton Oilers                         |
| 1978–1979 | Bob MacMillan                           | Atlanta Flames                          |
| 1977–1978 | Butch Goring                            | Los Angeles Kings                       |
| 1976–1977 | Marcel Dionne                           | Los Angeles Kings                       |
| 1975–1976 | Jean Ratelle                            | New York Rangers                        |
| 1974–1975 | Marcel Dionne                           | Detroit Red Wings                       |
| 1973–1974 | John Bucyk                              | Boston Bruins                           |
| 1972–1973 | Gilbert Perreault                       | Buffalo Sabres                          |
| 1971–1972 | Jean Ratelle                            | New York Rangers                        |
| 1970–1971 | John Bucyk                              | Boston Bruins                           |
| 1969–1970 | Phil Goyette                            | St. Louis Blues                         |
| 1968–1969 | Alex Delvecchio                         | Detroit Red Wings                       |
| 1967–1968 | Stan Mikita                             | Chicago Black Hawks                     |
| 1966-1967 | Stan Mikita                             | Chicago Black Hawks                     |
| 1965–1966 | Alex Delvecchio                         | Detroit Red Wings                       |
| 1964–1965 | Bobby Hull                              | Chicago Blackhawks                      |
| 1963-1964 | Ken Wharram                             | Chicago Blackhawks                      |
| 1962–1963 | Dave Keon                               | Toronto Maple Leafs                     |
| 1961–1962 | Dave Keon                               | Toronto Maple Leafs                     |
| 1960–1961 | Red Kelly                               | Toronto Maple Leafs                     |
| 1959–1960 | Don McKenney                            | Boston Bruins                           |
| 1958–1959 | Alex Delvecchio                         | Detroit Red Wings                       |
| 1957–1958 | Camille Henry                           | New York Rangers                        |
| 1956–1957 | Andy Hebenton                           | New York Rangers                        |
| 1955–1956 | Earl Reibel                             | Detroit Red Wings                       |
| 1954–1955 | Sid Smith                               | Toronto Maple Leafs                     |
| 1953–1954 | Red Kelly                               | Detroit Red Wings                       |
| 1952–1953 | Red Kelly                               | Detroit Red Wings                       |
| 1951–1952 | Sid Smith                               | Toronto Maple Leafs                     |
| 1950–1951 | Red Kelly                               | Detroit Red Wings                       |
| 1949–1950 | Edgar Laprade                           | New York Rangers                        |
| 1948–1949 | Bill Quackenbush                        | Detroit Red Wings                       |
| 1947–1948 | Bud O’Connor                            | New York Rangers                        |
| 1946–1947 | Bobby Bauer                             | Boston Bruins                           |
| 1945–1946 | Toe Blake                               | Montreal Canadiens                      |
| 1944–1945 | Bill Mosienko                           | Chicago Blackhawks                      |
| 1943–1944 | Clint Smith                             | Chicago Blackhawks                      |
| 1942-1943 | Max Bentley                             | Chicago Blackhawks                      |
| 1941–1942 | Syl Apps                                | Toronto Maple Leafs                     |
| 1940–1941 | Bobby Bauer                             | Boston Bruins                           |
| 1939–1940 | Bobby Bauer                             | Boston Bruins                           |
| 1938–1939 | Clint Smith                             | New York Rangers                        |
| 1937–1938 | Gordie Drillon                          | Toronto Maple Leafs                     |
| 1936–1937 | Marty Barry                             | Detroit Red Wings                       |
| 1935–1936 | Elwyn Romnes                            | Chicago Blackhawks                      |
| 1934–1935 | Frank Boucher                           | New York Rangers                        |
| 1933–1934 | Frank Boucher                           | New York Rangers                        |
| 1932–1933 | Frank Boucher                           | New York Rangers                        |
| 1931–1932 | Joe Primeau                             | Toronto Maple Leafs                     |
| 1930–1931 | Frank Boucher                           | New York Rangers                        |
| 1929–1930 | Frank Boucher                           | New York Rangers                        |
| 1928–1929 | Frank Boucher                           | New York Rangers                        |
| 1927–1928 | Frank Boucher                           | New York Rangers                        |
| 1926-1927 | Billy Burch                             | New York Americans                      |
| 1925-1926 | Frank Nighbor                           | Ottawa Senators                         |
| 1924-1925 | Frank Nighbor                           | Ottawa Senators                         |